# John Devine
John Devine (født 2. november 1985) er en amerikansk tidligere professionel cykelrytter.